# Piotr Krupa (duchowny)
Piotr Krupa (ur. 19 czerwca 1936 w Braciejowej, zm. 4 marca 2024 w Tczewie) – polski duchowny rzymskokatolicki, doktor nauk teologicznych, rektor Wyższego Seminarium Duchownego Diecezji Gorzowskiej w Gościkowie-Paradyżu w latach 1978–1980 i Wyższego Seminarium Duchownego w Koszalinie w latach 1981–1986, biskup pomocniczy koszalińsko-kołobrzeski w latach 1984–1992, biskup pomocniczy pelpliński w latach 1992–2011, od 2011 biskup pomocniczy senior diecezji pelplińskiej.

## Życiorys
Urodził się 19 czerwca 1936 w Braciejowej. W latach 1951–1955 uczył się w Liceum Ogólnokształcącym w Złotowie, gdzie uzyskał świadectwo dojrzałości. W latach 1955–1961 odbył studia filozoficzno-teologiczne w Wyższym Seminarium Duchownym w Gościkowie-Paradyżu. Święceń prezbiteratu udzielił mu 14 maja 1961 w Gorzowie Wielkopolskim biskup Wilhelm Pluta, miejscowy delegat Prymasa Polski z uprawnieniami biskupa rezydencjalnego. Studia w zakresie teologii moralnej kontynuował w latach 1971–1976 na Wydziale Teologii Katolickiej Université des Sciences Humaines w Strasburgu. Tamże w 1972 otrzymał magisterium, w 1973 licencjat, zaś w 1975 na podstawie dysertacji Postawy moralne w sytuacjach krańcowych doktorat z teologii moralnej. W latach 1980–1981 na uniwersytecie w Strasburgu odbył studia przygotowujące do habilitacji, uzyskując Diplôme d’Etudes Approfondies.
Pracował jako wikariusz w parafiach: św. Trójcy w Gubinie (1961–1962), św. Michała Archanioła w Świebodzinie (1962–1966), Chrystusa Króla w Kołczygłowach (1966–1970) i Najświętszego Zbawiciela w Zielonej Górze (1970–1971). W 1972, w wyniku zmian organizacji struktur kościelnych w Polsce, został inkardynowany do nowo utworzonej diecezji koszalińsko-kołobrzeskiej. W latach 1976–1978 pełnił funkcję notariusza w kurii koszalińskiej. W 1981 został ustanowiony wikariuszem generalnym diecezji i dyrektorem wydziału nauki katolickiej. W 1979 otrzymał godność kanonika-teologa koszalińskiej kapituły katedralnej.
Prowadził wykłady z teologii moralnej w Wyższym Seminarium Duchownym Diecezji Gorzowskiej w Gościkowie-Paradyżu (1976–1980) i w Wyższym Seminarium Duchownym w Koszalinie (1981–1993). W latach 1978–1980 sprawował urząd rektora Wyższego Seminarium Duchownego Diecezji Gorzowskiej w Gościkowie-Paradyżu, a w latach 1981–1986 nowo erygowanego Wyższego Seminarium Duchownego w Koszalinie (do 1982 z siedzibą w Złocieńcu). Jako biskup pomocniczy pelpliński objął wykłady z teologii moralnej szczegółowej w Wyższym Seminarium Duchownym w Pelplinie i został dyrektorem Diecezjalnego Studium Teologicznego w Tczewie.
18 lutego 1984 został mianowany biskupem pomocniczym diecezji koszalińsko-kołobrzeskiej ze stolicą tytularną Aquae Albae w Byzacenie. Święcenia biskupie otrzymał 15 kwietnia 1984 w konkatedrze Wniebowzięcia Najświętszej Maryi Panny w Kołobrzegu. Udzielił mu ich kardynał Józef Glemp, prymas Polski, któremu asystowali Jerzy Stroba, arcybiskup metropolita poznański, i Ignacy Jeż, biskup diecezjalny koszalińsko-kołobrzeski. Jako zawołanie biskupie przyjął słowa „Adveniat Regnum Tuum” (Przyjdź Królestwo Twoje). W diecezji sprawował urząd wikariusza generalnego. W kurii diecezjalnej pełnił funkcje przewodniczącego wydziału katechetycznego i wydziału nauki katolickiej. Należał ponadto do rady kapłańskiej i rady duszpasterskiej.
25 marca 1992, w związku z reorganizacją struktur Kościoła katolickiego w Polsce, został ustanowiony biskupem pomocniczym diecezji pelplińskiej. Objął urząd wikariusza generalnego diecezji. Został przewodniczącym zespołów synodalnych diecezji. Wszedł w skład rady kapłańskiej, kolegium konsultorów i rady duszpasterskiej. Został redaktorem „Miesięcznika Diecezji Pelplińskiej”. W 1992 został ustanowiony prepozytem kapituły katedralnej w Pelplinie. 15 września 2011 papież Benedykt XVI przyjął jego rezygnację z obowiązków biskupa pomocniczego pelplińskiego.
W ramach prac Episkopatu Polski wszedł w skład Komisji ds. Budownictwa Sakralnego, Komisji ds. Życia Konsekrowanego i Grupy Roboczej ds. Kontaktów Duszpasterskich z Episkopatem Francji.
Zmarł 4 marca 2024 w szpitalu w Tczewie. 9 marca 2024 został pochowany w krypcie bazyliki katedralnej Wniebowzięcia Najświętszej Maryi Panny w Pelplinie.

## Wyróżnienia
W 2021 nadano mu honorowe obywatelstwo gminy Zakrzewo (2021).